# Anozmia
Az anozmia szó a latin anosmia magyar megfelelője, eredete a fosztóképzővel ellátott görög osmé (szaglás) szó, jelentése a szaglás hiánya, egyfajta „szagvakság”.
Az anozmia az emberek körülbelül egy százalékát érintő rendellenesség, a szagérzékelés képességének, azaz a szaglásnak elvesztése, illetve hiánya. Többnyire influenza, vírusfertőzés, orrot, fejet ért sérülés következménye, igen ritkán veleszületett állapot. Gyógyulása, annak ideje és mértéke a kiváltó októl függ elsősorban. Előfordulhat, hogy az ízérzékelés hiánya társul hozzá. Abszolút anozmia a szagérzékelés teljes hiánya, a funkcionális a gyakorlatilag hasznavehetetlenül alacsony fokú szagérzékelés. Több fogalom is kapcsolódik hozzá. A hipozmia a csak részben elveszített szaglóképesség. Parozmia esetén téves, eltorzult, kellemetlen, kakozmia esetén undort keltő szagélmény jelentkezik. Normozmia az átlagosan normális, a hiperozmia a különlegesen érzékeny szaglás megnevezése. A fantozmia nem létező hallucinált szagok érzete.

## Tünetek
A szagláscsökkenés mértékétől függően a beteg részben, vagy egészben elveszíti szaglóképességét, esetleg ízérzékelését is.
Anozmiának a teljes szagláshiányt, vagy legalábbis a használhatatlanul alacsony fokú szaglóképességet nevezzük, ilyenkor az illatok, szagok teljesen eltűnnek. Néhány illat, pl. a mentol és ammónia ilyenkor is érezhető marad sok esetben. Az ételek egyidejű ízlelésvesztés esetén teljesen íztelenné válnak, de ennek megléte esetén is csak az öt alapíz marad meg, az egyes ételek alig megkülönböztethetővé válnak, ezáltal gyakori a következményes étvágytalanság, fogyás.
A hipozmia az alig észlelhető szaglásromlástól az anozmia határáig terjed. Enyhébb esetben csak a környezet enyhébb illatai (lakás, üzletek, járművek, természet stb.) tűnnek el, vagy csökkennek le alig érezhetőig, a közvetlen és erőteljes illatok csak csökkennek, de megmaradnak. Súlyosabb esetben az ételek, fűszerek, illatszerek szaga is alig észlelhetővé válik. Ilyenkor is előfordulhat, hogy néhány szag (pl. fokhagyma, narancshéj) gyengén, de felismerhető marad.
A szaglóközpont kifáradása egy természetes és szükséges jelenség, eszerint bármely illat csak nem túl hosszú ideig érezhető. Hipozmia esetén a kifáradás igen rövid idő alatt bekövetkezik, pl. a virágcsokor, vagy fűszer illata akár egy percen belül eltűnik, az ételnek csak az első falatai ízletesek. Gyakori panasz ilyen esetben a bizonytalan szagérzékelés (pl. „csak azt tudom, hogy valami szagot érzek, de nem tudom meghatározni”), a hiányos szagérzékelés (pl. „ennek az ételnek valahogy nem teljesen olyan az illata, mint a megszokott”).
A parozmia, mint téves, eltorzult szagérzet főként a vírusfertőzéseket követő hipozmia során jelentkezik. Ebben az esetben a sérült szaglóhám, vagy szaglóideg általi torz információt az agy nem tudja megfelelően feldolgozni. Főként az enyhébb szagokat tévesen értelmezi, a betegek sokszor igen kellemetlen vegyszerszagot, égett szagot, füstszagot éreznek. Jellemzője, hogy valódi szagmentesség esetén nem jelentkezik, egy enyhe, egyébként is alig érezhető szag viszont kiválthatja.
Az anozmia, hipozmia, parozmia egyetlen megbetegedés kapcsán is jelentkezhet, pl. egy vírusfertőzés miatt előbb teljes anozmia alakul ki, majd lassan javul előbb funkcionális anozmiává, súlyosabb, majd enyhébb hipozmiává. A hipozmiás időszak alatt parozmiás tünetek jelentkezhetnek, majd lassan visszaáll az eredeti szaglás, a normozmia.
A fantozmia valóságban nem létező szagok érzete. A különbség a parozmiával szemben, hogy míg utóbbi egy valós szaginger eltorzulása, a fantozmia teljes egészében hallucinált szagérzet. Többnyire központi idegrendszeri oka van.
Kakozmia esetén elviselhetetlenül rossz szagok érzete jelentkezik. Egyaránt lehet parozmiás, vagy fantozmiás alapja. Előbbinél valamely megszokott illat torzul el elviselhetetlenül rosszra, pl. ételszag rothadó szagra, utóbbi teljesen hallucinált.
A tünetek fejsérülés esetén azonnal, vírusfertőzés esetén 1-2 nap alatt kialakulhatnak, degeneratív és cukorbetegség esetén a szaglás lassabban vész el.
Hirtelen kezdet esetén a tünetek felismerésekor heves szorongás jelentkezhet. Hosszabb fennállás esetén gyakori következmény a depresszió, pánikbetegség. A látással és hallással szemben szinte csak a háttérben futó szaglás elvesztése miatt a részben, vagy teljesen szagtalanná vált világot a betegek kiüresedettnek és gyakran veszélyesnek érzik. A szaglás elvesztése veszélyes is lehet, mivel gátolja a tüzek, gázszivárgások és a romlott ételek felismerését.
A szaglás igen erősen kötődik az érzelmekhez és az emlékezethez. Ennek elvesztése (pl. a fűnek, a nagyszülők padlásának, egy bizonyos könyvnek, szeretteink vagy saját magunk szaga) depresszióhoz vezethet. A szaglás elvesztése együtt járhat a libidó elvesztésével, habár ez a születésüktől anozmiás betegekre nem jellemző.

## Okok és kezelésük, prognózis
Az öt érzék közül a szaglás fontossági sorrendben a negyedik helyet foglalja el az emberek esetében. Egyes állatok szaglása sokkal fejlettebb, a kutyák például ezerszer gyengébb szagokat is képesek érzékelni, mint az emberek. Az ízlelés, amelyet az ötödik érzéknek tartanak, leginkább az étel illata a szájban. A levegőben lévő belélegzett vegyületek stimulálják az orrban található szaglóhám idegvégződéseit. Az ingerületet a szaglóideg továbbítja a szaglóközpontba, mely a homloklebeny alján található, pontosan a szemek mögött és az orr felett. A szaglásvesztésnek ennek megfelelően négy támadási pontja van. A legegyszerűbb verzió az orrdugulás, melynek során az illatanyagok nem érik el a szaglóhámot, de maga a szaglószerv ép. A legkülönfélébb okokból sérülhet továbbá a szaglóhám, a szaglóideg, vagy az agyban található szaglóközpont.
A szaglóképesség elvesztésének, vagy csökkenésének leggyakoribb okai a különféle felsőlégúti megbetegedések, a nátha, influenza, allergia, orrkörnyéki gyulladások. A betegség folyamán az orr bedugul, gyulladásossá, ödémássá válik, az illatanyagok emiatt nem érik el az érzékelősejteket, a szagló és ízlelőképesség romlik, esetleg megszűnik, de a szaglóhám ép. Normál esetben a szaglás a betegség, illetve az orrdugulás megszűntével gyorsan helyreáll. Kezelése a nátha, influenza elleni szokásos kezelésből, valamint érösszehúzó hatású, orrdugulást csökkentő orrcseppek néhány napos használatából áll. Allergiás orrdugulás esetén antihisztamin gyógyszereket alkalmaznak.
Amennyiben náthás jellegű betegség után a szaglóképesség nem áll helyre néhány napon belül, gondolni lehet a vírus által károsított szaglóhámra, vagy szaglóidegre, krónikussá váló orrmelléküreg gyulladásra. Jellemzője, hogy az addigi normális szaglás a betegség során rövid idő alatt vész el, a szaglóképesség az orrdugulás megszűnte után sem áll helyre. A szaglásvesztés ezen oka jellemző a Covid19 fertőzésre. Ilyenkor az elfogadott kezelés a szteroid tartalmú orrcsepp, mely a gyulladás tüneteit szünteti meg, nyálkahártya regeneráló vitaminos orrcsepp. Javasolt B1, B6, B12 komplex vitamin maximális dózisú szedése, mely a sérült idegek regenerációját segíti elő, valamint a napi többszöri sósvizes, tengervizes, vagy Salvus vizes orröblítés, mely gyakorlatilag lemossa a fölös nyákot, elhalt sejteket. Mindezek javulás esetén is legalább egy hónapon keresztül használandók.
Orrmelléküreg-gyulladás esetén oki kezelés szükséges (orrcsepp, inhalálás, infralámpa, antibiotikum, esetleg átöblítés. Súlyos parozmia esetén epilepsziaellenes gyógyszerekkel próbálkoznak. Amennyire lehet, kerülni kell az újabb fertőzést, felsőlégúti megbetegedést kiváltó körülményeket.
Mivel a szaglóhám sejtjei 60 naponta teljesen megújulnak, ezért amennyiben nem történt súlyos károsodás, a prognózis jó, a szaglóképesség többnyire lassan, fokozatosan, hullámzó módon javul. Hónapokon át tartó teljes szaglásvesztésnél is van esély a szaglás visszatérésére, de a prognózis rosszabb. Ritkán maradandó szaglásvesztés ill. szaglásromlás is előfordulhat.
Anozmiát, hipozmiát okozhatnak az orrpolipok, melyek főként olyan embereknél jelenhetnek meg, akik allergiával vagy orrmelléküreg gyulladással küszködnek. A cisztás fibrózis gyakran szerepet játszhat az orrpolip fejlődésében. Polip esetén a szaglóképesség lassan romlik le. Műtéti úton, vagy enyhébb esetekben szteroidos orrcseppel gyógyítható.
A szaglásromlás egyik gyakori oka a fejet, vagy orrnyerget ért ütés, a rostacsont törése. Ilyen esetben a szaglóideg, szaglóközpont károsodhat, a szaglás a sérüléssel párhuzamosan tűnik el. A kezelés a sérüléstől függ, a gyógyulás bizonytalan és lassú.
További gyakori ok maró anyagok (akár háztartási tisztítószerek, hypo, tömény ecet) orron keresztüli belégzése, melynek során a szaglóhám roncsolódik. A gyógyulás esélye a sérülés mértékétől függ.
További ok lehet a cukorbetegség, ebben az esetben a vércukorszint normalizálása és idegregeneráló vitaminok szedése hozhat javulást. Daganat esetén többek között annak méretétől, helyétől, az eltávolítás módjától függ a javulás esélye. Amennyiben a szaglóhám, szaglóideg, szaglóközpont nem sérült végzetesen, a szaglás akár egy-két év múltán is visszatérhet, legalábbis részlegesen.
Az anozmia nagyon ritkán korai jele lehet degeneratív agyi betegségeknek, úgymint a Parkinson-kór, az Alzheimer-kór, szklerózis multiplex.
Egyes gyulladáscsökkentő gyógyszerek nagyon ritka mellékhatása között szerepel a szaglásvesztés. A kevés adat miatt nehéz felmérni, hogy maga a betegség, vagy a rá adott gyógyszer mellékhatása a szaglásvesztés oka. Gyanú esetén az adott gyógyszer alkalmazását fel kell függeszteni.
Egy másik oka lehet a tartós szaglásvesztésnek a szagló receptorok bizonyos típusú orrcseppek használata során bekövetkező károsodása (azok, amelyek érszűkületet okoznak az orr mikrokeringésében). A szaglás romlása ebben az esetben lassú folyamat. Hogy elkerüljük az efféle károsodásokat és az ebből következő szaglásvesztés kockázatát, csakis abban az esetben használjuk az érszűkítő orrcseppeket, ha feltétlenül szükséges, és akkor is csak rövid ideig.
Egyes kutatások szerint cink és gingko biloba tartalmú gyógyszerek gyorsíthatják a szaglóhám és szaglóideg regenerációját, mások szerint cink tartalmú orrcseppek anozmiához vezethetnek. A gyógyszereken túl a szaglásvesztés/szaglásromlás igen fontos kezelési módja még a napi rendszerességgel végzett szaglástréning, melynek során tudatosan keresni kell a különféle, de sohasem irritáló illatokat, ételek és a környezet bármilyen felismerhető szagát. Ezzel a szaglóhám regenerációját serkentjük, az agyat a szagok felismerésére tanítjuk. A sérült szaglószerv túlfárasztása, illatosítók használata viszont nem célszerű. Teljes anozmia esetén négyféle illóolajból álló szaglástréninggel kísérleteznek, a szaglás esetenként több hónap után is visszatérhet, legalábbis részlegesen.

### Anozmia és a Covid19
A Covid19 megbetegedés egyik jellemző tünete a szaglászavar, részleges, vagy teljes szaglásvesztés, az ízlelés romlása, vagy elvesztése. Egyes esetekben első tünetként megelőzi az egyértelmű fertőzéses tüneteket, máskor a lázas állapot során jelentkezik. A szaglás és/vagy az ízlelés ilyenkor rövid alatt vész el, teljesen, vagy részlegesen. Jellemzője, hogy teljesen szabad orrjárat mellett sem érezhetőek a szagok. A szaglás többnyire egy-két héten belül legalábbis részlegesen visszatér, a teljes gyógyulás, mire az enyhe szagok érzete is visszatér, egy hónapot is igénybe vehet. Az esetek egy részében tartós szaglásromlással, vagy szaglásvesztéssel kell számolni, de ilyenkor is előfordulhat, hogy a szaglás több hónap után visszatér.
Kezelése megfelel  a szaglásvesztés többi formájának. Mielőbb maximális dózisú idegregeneráló hatású B vitamin komplex szedése, sósvizes orröblögetés, az érezhető, de ártalmatlan illatok (fűszerek, fogkrém, szappan, stb.) tudatos keresése felgyorsíthatja a javulást. Kifejezetten a Covid19 által előidézett szaglásromlás esetén a szteroid tartalmú orrcseppek használatáról megoszlanak a vélemények.

## Kivizsgálás
Míg a látás- vagy hallásvesztést igen komolyan veszik, a szaglásvesztést gyakorta az orvosok is elbagatellizálják, a beteget türelemre intik. A kifejezetten erre specializálódott szakorvos kevés, de maga a terület, a szaglás működése sincs pontosan tisztázva. A vizsgálat alapját a fül-orr-gégészeti rutinvizsgálat, a beteg panaszainak kikérdezése jelenti. A kikérdezés során fel kell tárni a szaglásvesztés mértékét, kialakulásának körülményeit, fennállásának időtartamát, az egyéb panaszokat. Ha a panaszok influenzaszerű megbetegedés során jelentkeztek, vírusos eredet feltételezhető. A rutinvizsgálatokat endoszkópos orrvizsgálattal, gyanú esetén orrmelléküreg CT-vel kell kiegészíteni. Ennek során az orrpolipok, krónikus orrmelléküreg-gyulladások, daganatok is felfedezhetők.
Orrot, fejet ért sérülés, degeneratív idegrendszeri megbetegedés gyanúja esetén neurológiai kivizsgálás is szükséges.

### Szaglásvizsgálat
A szaglásvesztés mértékének meghatározására különféle tesztek léteznek. Gyanú esetén otthoni gyorsvizsgálat végezhető intenzív illatú, de ártalmatlan anyagokkal, például kávé, vanilia, fahéj, szegfűszeg, fokhagyma, pipereszappan, fogkrém. Irritatív anyag (hígító, hypo, ecet, benzin, stb.) használata szigorúan tilos.
Objektívebb eredményt ad a Pennsylvaniai Egyetem Szagazonosító Tesztje (UPSIT), valamint a nálunk gyakrabban végzett német fejlesztésű a Sniffin' Sticks teszt.
A Sniffin' Sticks tesztet szaglással foglalkozó szakvizsgálatokon végzik. A három részből álló teszt során festék helyett pontosan meghatározott fajtájú és intenzitású illatanyagokkal töltött, nagy méretű filctollakat szagoltatnak.
Az első a szaglásküszöb meghatározása. Ennek során az alig érezhetőtől kezdve egyre intenzívebb szagú anyagot tartalmazó filctollakat szagoltatnak a vizsgált személlyel, míg azt meg nem érzi. A fals eredmény elkerülésére a személy nem látja a csöveket, valamint több lépcsőben kétszer kell felismernie az adott szagintenzitást. Az álpozitív felismerés kimutatására szaganyagot nem tartalmazó tollakat is szagoltatnak. Az eredmény egy meghatározott képlet szerint kerül megállapításra. Az elméletileg elérhető maximális pontszám a 16, ebben az esetben a legenyhébb illatot kellene több alkalommal teljes bizonyossággal megérezni, erre a jó orrú emberek közül is csak kevés képes, elérése szaglászavarral küszködő személy számára gyakorlatilag lehetetlen. Amennyiben a teszt 1 ponttal zárul, a további vizsgálatokat nem végzik el, kimondható az anozmia.
A második a megkülönböztetési teszt. Ennek során 16 lépésben 3-3 filctollat szagoltatnak, melyből kettőben azonos, a harmadikban hasonló, de nem azonos illat van. A cél a másik kettőtől különböző illat felismerése, annak megnevezése nélkül. Bizonytalanság esetén is egyet ki kell választani, akár találomra. Az elérhető maximális pontszám 16.
A harmadik a felismerési teszt, melynek során 16 különböző, de közismert illatot szagoltatnak, a filctollban lévő illatot meg kell nevezni a felajánlott 4 lehetőségből. Fontos, hogy a személy eleve ismerje az illatot és annak nevét. Bizonytalanság esetén is egyet választani kell, akár találomra. Az elérhető maximális pontszám 16.
A második és harmadik teszt jó eséllyel szűri ki a téves szagérzékelést (parozmia), a harmadik az illatmemória hiányából a kezdődő Alzheimer-kórt. Az elméletileg elérhető maximális pontszám 48. Ez alatt egyre gyengébb, de 30.5 elért pontig normálisnak nevezhető a szaglás, ez alatt enyhébb, majd súlyosabb hipozmia, 19 pont alatt funkcionális, majd a 0 ponthoz közelítve abszolút anozmia áll fent.